# 穆拉特·納齊·喬克魯

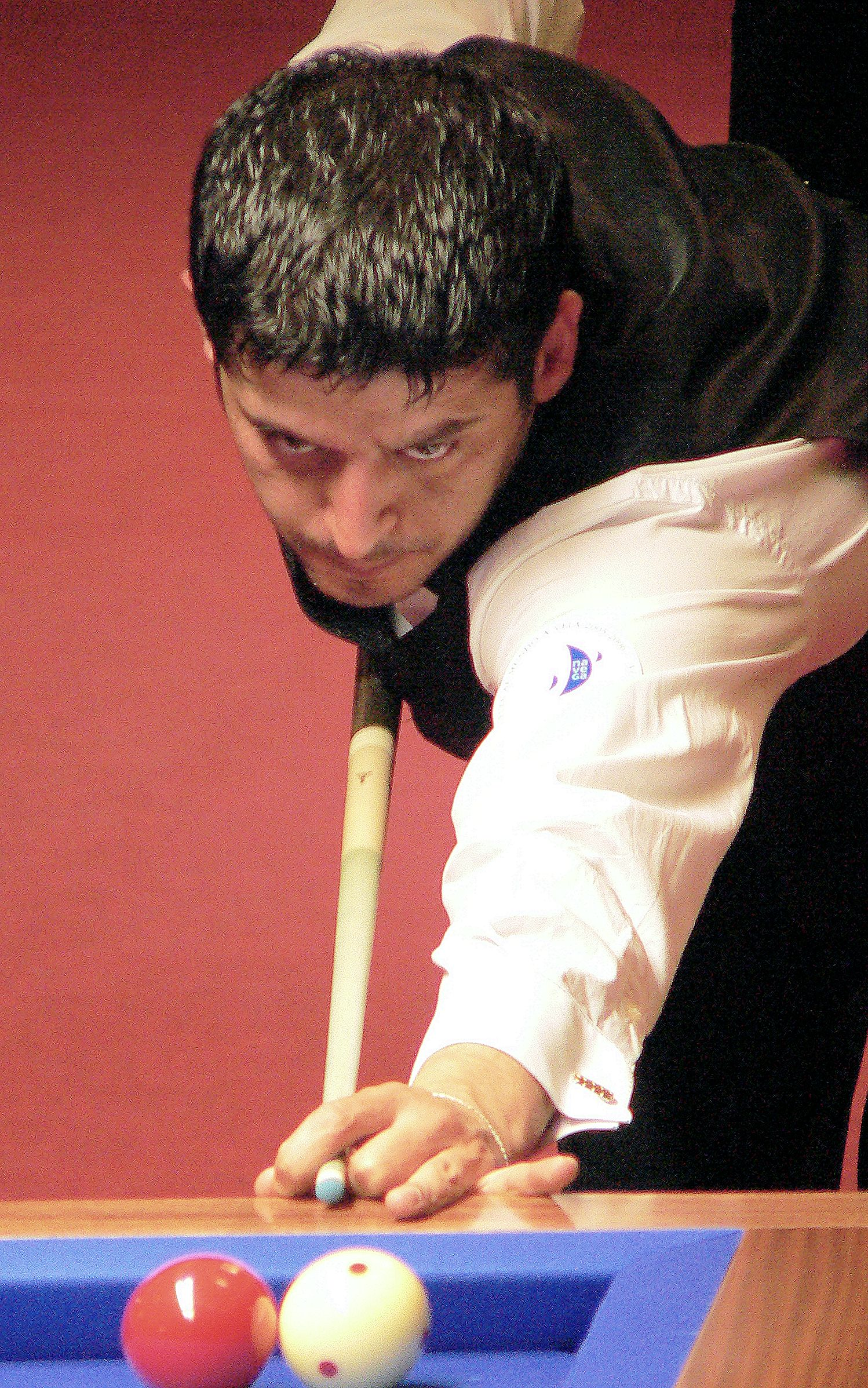
穆拉特·喬克魯

穆拉特·納齊·喬克魯（Murat Naci Çoklu，1974年8月3日—），是土耳其一名開侖撞球選手和歐洲冠軍，主要項目是三顆星。
在1990年代，土耳其撞球場景由傑出的天才塞米赫·賽吉納主導，他還在藝術撞球中發揮了作用。到了2000年代，出現了年輕的天才喬克魯和泰范·塔什德米爾。由於賽吉納與土耳其撞球協會主席意見分歧並退出國家和國際錦標賽，因而掃清了“土耳其夢幻隊”喬克魯/塔什德米爾的障礙。在接下來的十年當中，喬克魯/塔什德米爾幾乎土耳其主力選手的角色參加國際三顆星比賽。在2010年UMB世界三顆星國家隊錦標賽上，他改與艾德南·尤克塞爾搭檔而贏得金牌。2013年與泰范·塔什德米爾再次搭檔獲得銅牌。2019年與呂特菲·切內特合作獲得金牌。
由於像西歐的聯賽在土耳其尚未發展，喬克魯必須靠土耳其以外的各種俱樂部謀生。他的第一支俱樂部為Ravensburger BC。從2017/18賽季開始，他效力於斯圖加特BC 1891隊。在2004年，他在馬汀·霍恩之前贏過3顆星的歐洲冠軍。